# تشارلي غراي
تشارلي غراي (بالإنجليزية: Charlie Gray)‏ هو لاعب كرة قاعدة أمريكي، ولد في 1 يونيو 1864 في إنديانابوليس في الولايات المتحدة، وتوفي بنفس المكان في 1 يونيو 1900.

## وصلات خارجية
- تشارلي غراي على موقعبيزبول رفرنس.كوم (الدوري الرئيسي) (الإنجليزية)
- تشارلي غراي على موقعبيزبول رفرنس.كوم (الدوري الثانوي) (الإنجليزية)